# Holopogon fugax
Holopogon fugax är en tvåvingeart som beskrevs av Friedrich Hermann Loew 1858. Holopogon fugax ingår i släktet Holopogon och familjen rovflugor. Inga underarter finns listade i Catalogue of Life.